# Glandiceps
Glandiceps är ett släkte av svalgsträngsdjur. Glandiceps ingår i familjen Spengelidae.
Kladogram enligt Catalogue of Life:
| Glandiceps | \| \| Glandiceps abyssicola \| \| \| \| \| \| Glandiceps bengalensis \| \| \| \| \| \| Glandiceps coromandelicus \| \| \| \| \| \| Glandiceps eximius \| \| \| \| \| \| Glandiceps hacksi \| \| \| \| \| \| Glandiceps malayanus \| \| \| \| \| \| Glandiceps qingdaoensis \| \| \| \| \| \| Glandiceps talaboti \| \| \| \| |
|            | \| \| Glandiceps abyssicola \| \| \| \| \| \| Glandiceps bengalensis \| \| \| \| \| \| Glandiceps coromandelicus \| \| \| \| \| \| Glandiceps eximius \| \| \| \| \| \| Glandiceps hacksi \| \| \| \| \| \| Glandiceps malayanus \| \| \| \| \| \| Glandiceps qingdaoensis \| \| \| \| \| \| Glandiceps talaboti \| \| \| \| |
|            | Schizocardium |
|            | |
|            | Spengelia |
|            | |
|            | Willeyia |
|            | |
|            | Glandiceps abyssicola |
|            | |
|            | Glandiceps bengalensis |
|            | |
|            | Glandiceps coromandelicus |
|            | |
|            | Glandiceps eximius |
|            | |
|            | Glandiceps hacksi |
|            | |
|            | Glandiceps malayanus |
|            | |
|            | Glandiceps qingdaoensis |
|            | |
|            | Glandiceps talaboti |
|            | |

|  | Glandiceps abyssicola     |
|  |                           |
|  | Glandiceps bengalensis    |
|  |                           |
|  | Glandiceps coromandelicus |
|  |                           |
|  | Glandiceps eximius        |
|  |                           |
|  | Glandiceps hacksi         |
|  |                           |
|  | Glandiceps malayanus      |
|  |                           |
|  | Glandiceps qingdaoensis   |
|  |                           |
|  | Glandiceps talaboti       |
|  |                           |